# Kilocore
Kilocore (с англ. — «килоядро») — семейство экспериментальных высокопроизводительных процессоров с множеством ядер и низким энергопотреблением, разработанное компаниями Rapport и IBM в 2006-2008 году. Вторая версия процессоров содержит 1025 ядер, одно из которых — обычное ядро архитектуры PowerPC, а остальные 1024 являются 8-битными Процессорными Элементами (Processing Elements), работающими на частоте 125 МГц каждый. Они могут быть динамически перенастроены, соединены они через общую шину. Предполагалось, что чип предоставит возможности для высокопроизводительных параллельных вычислений.
Первым выпущенным на рынок продуктом Rapport был KC256 с 256 8-битными процессорными элементами. Поставки KC256 планировалось начать в 2006 году. Вычислительные элементы были сформированы в матрицу 16 на 16: 16 полос (англ. stripes) по 16 процессорных элементов в каждой. Каждая полоса может быть выделена под обособленную задачу.
Тысячеядерные процессоры KC1024 и KC1025 выпущены в 2008 году. Оба имеют 1024 8-битных процессорных элементов с конфигурацией 32 процессора в 32 полосах. В KC1025 встроено ядро архитектуры PowerPC, в то время как KC1024 обладает только процессорными элементами.
В IBM утверждают, что массовое применение KС1025 сделает возможным ускорить обработку потокового видео высокой чёткости на маломощных мобильных устройствах в 5-10 раз по сравнению с существующими процессорами.